# Martha Mercader
Martha Evelina Mercader (La Plata, 27 de febrero de 1926, Provincia de Buenos Aires-Ciudad Autónoma de Buenos Aires, 17 de febrero de 2010) fue una escritora argentina, cuya obra abarcó diversos géneros (novela, cuento, cuento infantil, dramaturgia y ensayo), fue reconocida principalmente por sus obras de novela histórica. Además entre 1993 y 1997 fue diputada por la Unión Cívica Radical. Su padre fue el abogado, político y juez de la Corte Suprema de Justicia de la Nación, Amílcar Ángel Mercader.

## Carrera
Maestra, egresada de la Escuela Normal Nacional N.º 1 Mary O. Graham, en 1948 se recibe de "Profesora de Enseñanza Media en Inglés" en la Universidad Nacional de La Plata, y en 1953 también en la misma universidad obtiene el título de "Traductora Pública Nacional en Inglés".
Sobre su vocación literaria, Mercader recuerda:

"Mi vocación no terminaba de aflorar porque tenía internalizados muchos roles femeninos. Nadie me prohibió que escribiera, pero tampoco me estimularon a ello; y como yo tenía a mi alrededor gente muy importante que opinaba con mucha seguridad sobre muchas cosas, era muy difícil quebrar esas normas heredadas. Pero ya desde chica yo revelé un gran gusto por escribir. Y una gran sensibilidad política".

En 1949 gana una beca del Consejo Británico que le permite conocer Europa, recorriendo Londres, París y Madrid. Es en Madrid donde conoce a Juan Benet y a los correligionarios políticos (anarquistas) de Nicolás Sánchez-Albornoz (con quien se casó en 1952, tuvo dos hijos y terminará divorciándose en 1960).
En 1975 realizó el guion de las películas "Solamente ella", y "La Raulito".
Entre 1984 y 1989 se radicó en España, al ser nombrada directora del Colegio Mayor "Nuestra Señora de Luján" de Madrid (dependiente del Ministerio de Educación de la Nación Argentina).
Además de su carrera en las letras (que más allá de las novelas, cuentos y obras de teatro incluyen también ensayos, guiones para radio y televisión y periodismo), Mercader se desempeñó como funcionaria en el campo de la cultura (fue Directora de Cultura de la Provincia de Buenos Aires entre 1963 y 1966), y durante el período 1993 - 1997 fue Diputada de la Nación por la Unión Cívica Radical.
Su obra más conocida es "Juanamanuela, mucha mujer" que vendió más de 100.000 ejemplares.

## Obra

### Cuentos
- 1966 "Octubre en el espejo".
- 1982 "De mil amores".
- 1982 "La chuña de los huevos de oro".
- 1983 "Decir que no".
- 1989 "El hambre de mi corazón".

### Novela
- 1973 "Los que viven por sus manos".
- 1976 "Solamente ella".
- 1980 "Juanamanuela, mucha mujer". (biografía novelada de Juana Manuela Gorriti).
- 1981 "Solamente ella".
- 1984 "Belisario en son de guerra".
- 2000 "Donar la memoria".
- 2001 "Vos sabrás".

### Ensayos
- 1965 "Cultura. Problema político de la Provincia de Buenos Aires".
- 1992 "Para ser una mujer".

### Cuentos para niños
- 1976 "Conejitos con hijitos".
- 1978 "Fuga".
- 1983 "Cuentos de un dormilón".
- 1984 "Una abuela y ciento veinte millones de nietos".
- 1997 "De amistades y encuentros".

### Teatro
- 1976 "Una corona para Sansón".
- 1982 "Amor de cualquier humor".

## Premios
- 1984 Premio Konex Diploma al Mérito en Literatura para Niños.